# 15214 Duart
15214 Duart este o planetă minoră (asteroid), cu un diametru de 8,584 km, din centura de asteroizi. A fost descoperită pe 28 februarie 1981 la Observatorul Siding Spring de Schelte J. Bus. 
Obiectul prezintă o orbită caracterizată de o semiaxă mare de 2,7791824 UAi, o excentricitate de 0,15, o înclinație de 6,25568 ° în raport cu ecliptica.